# موسى بن أحمد
أبا عمران موسى بن أحمد بن مبارك الحاجب والوزير والصدر الأعظم للسلطانين العلويين محمد الرابع والحسن الأول. كان والده أحمد مول أتاي كبير وزراء المولى سليمان بن محمد، توفي والده وهو صغير. 
ظل أبا عمران الرجل القوي في الحقبة الحسنية الأولى، نظرا للدور الذي اضطلع به خلال انتقال العرش إلى المولى الحسن الأول، واسمه وارد في بيعة أهل مراكش للسلطان مولاي الحسن الأول.
بسبب اضطرابات قبلية كبيرة بالجهة الشرقية، وعجز المخزن عن مواجهة الصراعات في «بلاد البارود»، كما كانت تسمى وجدة ونواحيها؛ حيث نشب خلاف بين بني زناسن من جهة ولمهاية وأهل انكاد بسبب تعيين السلطان الحسن الأول لمحمد بن البشير، قائد بني يزناسن، عاملا على وجدة، إلى درجة أن فرنسا استشعرت خطر انتقال الاضطرابات إلى الداخل الجزائري، فنشرت قوة كبيرة على الحدود الشرقية. فتحرك السلطان الحسن الأول صوب وجدة بقوة قوامها عشرون ألف فارس في أغسطس 1876م. فجرت محادثات فرنسية مغربية بعد قدوم الحاكم الفرنسي في الجزائر، ورفض الفرنسيون البروتوكول الذي أعده الصدر الأعظم لاستقبال السلطان للجنرال «أوسمونت»، حيث سيظهر الجنرال الفرنسي كتابع للسلطان. كان موسى بن أحمد من المفاوضين؛ حيث تمسك بضرورة تصحيح اتفاقية 1845, برسم حدود دقيقة تمكن من تحديد جنسية القبائل المتاخمة للحدود. هذا الموقف باغت العقيد الفرنسي أوبلان مما جعله يتهرب متذرعا بكون الأمر من اختصاص وزير الخارجية وممثل فرنسا في طنجة.
توفي بمراكش جراء وباء التيفوئيد الذي حط رحاله بالمغرب مع مطلع عام 1879م. بعد وفاته سيتقلد أبنائه إدريس بن موسى وسعيد بن موسى مناصب الحجابة ووزارة الحرب، ووصل للصدارة العظمى كل من ابنه أحمد بن موسى «باحماد» وابن أخيه المختار بن عبد الله.